# Walthari
Walthari, hijo de Wacón y de su tercera esposa Silinga, fue rey de los lombardos desde 539 hasta 546, antes de su llegada a la península itálica.

## Historia
Al morir su padre en 540 fue coronado convirtiéndose en niño rey, y el Estado fue administrado por Alduino. Alduino probablemente asesinó a Walthari hacia 546, antes de llegar a edad adulta, con el fin de conseguir el trono para sí mismo y llevó a los lombardos a Panonia. Procopio dice que murió de enfermedad. Fue el último gobernante de la dinastía Letingía.